# Abarema mataybifolia

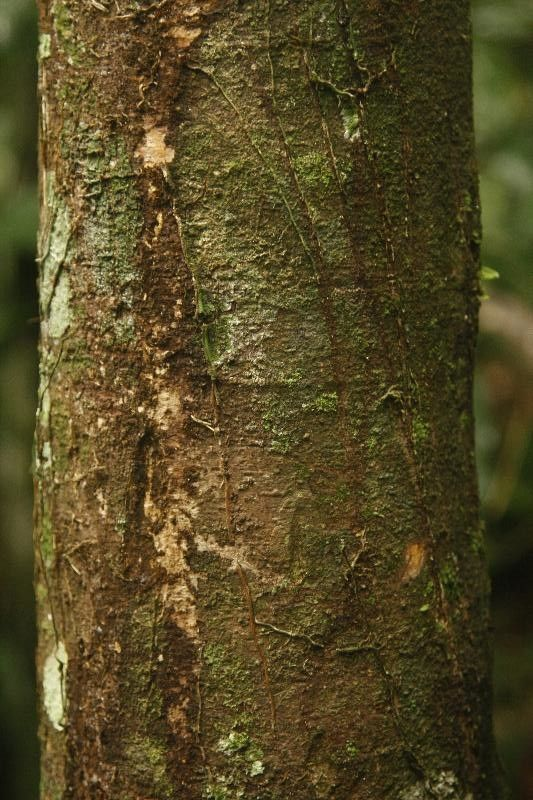
Espècimen dAbarema mataybifolia.

Abarema mataybifolia és una espècie de llegum del gènere Abarema de la família Fabaceae.